# Ulrich Nersinger
Ulrich Nersinger (* 1957 in Eschweiler) ist ein deutscher Journalist, der sich auf die Berichterstattung aus dem Vatikan spezialisiert hat.

## Leben
Er studierte Philosophie und Theologie in Bonn, Sankt Augustin, Wien und Rom. Anschließend absolvierte er ein Studium am Pontificio Istituto di Archeologia Cristiana und bei der Kongregation für die Selig- und Heiligsprechungsprozesse. An der Römischen Kurie erwarb Nersinger die Befähigung, in Selig- und Heiligsprechungsprozessen als Postulator, Vizepostulator und diözesaner Untersuchungsrichter tätig sein zu dürfen. Er ist Mitglied der Pontificia Accademia Cultorum Martyrum und ist heute vorwiegend journalistisch und schriftstellerisch tätig. Er schreibt Artikel im Osservatore Romano, dem Vatican Magazin, bei kath.net und bei der Zeitschrift Der Schweizergardist.
Er ist seit 1986 Mitglied der katholischen Studentenverbindung KAV Capitolina Rom im CV.

## Schriften (Auswahl)
- Soldaten des Papstes. Eine kleine Geschichte der päpstlichen Garden. Nobelgarde, Schweizergarde, Palatingarde und Gendarmerie (=  Edition Kirchliche Umschau). Canisius-Werk, Ruppichteroth 1999, ISBN 3-934692-01-X.
- Kirche (= Gütersloher Taschenbücher. Basiswissen. Band 656). Gütersloher Verlagshaus, Gütersloh 2000, ISBN 3-579-00656-8.
- Humor und Weisheit Papst Pius’ IX.. Anekdoten und Geschichten um einen großen Papst (=  Edition Kirchliche Umschau). Canisius-Werk, Ruppichteroth 2003, ISBN 3-934692-12-5.
- Die Päpstliche Schweizergarde (1506–2006). Nova et Vetera, Bonn 2006, ISBN 3-936741-48-4.
  - Gero P. Weishaupt als Übersetzer: Pontificia Cohors Helvetica (1506–2006). Nova et Vetera, Bonn 2005, ISBN 3-936741-50-6.
- Leben im Rom der Päpste (= Roma pontificia. Band 1). Nova et Vetera, Bonn 2005, ISBN 3-936741-35-2.
- Die Päpste zu Lande, zu Wasser und in der Luft (= Roma pontificia. Band 2). Nova et Vetera, Bonn 2006, ISBN 3-936741-44-1.
- Liturgien und Zeremonien am päpstlichen Hof. Band 1. Nova & Vetera, Bonn 2010, ISBN 978-3-936741-65-0.
- Liturgien und Zeremonien am päpstlichen Hof. Band 2. Nova & Vetera, Bonn 2011, ISBN 978-3-936741-75-9.
- Tiara und Schwert. Die Päpste als Kriegsherren. Sankt-Ulrich-Verlag, Augsburg 2011, ISBN 978-3-86744-193-3.
- Einmal Canossa und zurück. Anekdotisches aus der Kirchengeschichte. Sankt-Ulrich-Verlag, Augsburg 2011, ISBN 978-3-86744-165-0.
- Die Gendarmen des Papstes. Die Polizei des Vatikans im Kampf gegen Räuber, Revolutionäre und Vatileaks. Nova et Vetera, Bonn 2013, ISBN 978-3-936741-14-8.
- Paul VI.. Ein Papst im Zeichen des Widerspruchs. Patrimonium-Verlag, Aachen 2014, ISBN 978-3-86417-027-0.
- Der unbekannte Vatikan. Media Maria, Illertissen 2014, ISBN 978-3-9816344-1-9.
- mit Mary Loyola: Der König der goldenen Stadt. Kehl, Künzell 2014, ISBN 978-3-930883-64-6.
- Die Arche Petri. Von großen und kleinen Tieren im Vatikan. Verlag Petra Kehl, Künzell 2015, ISBN 3-930883-70-8.
- Dem Glauben auf der Spur. Auf Pilgerschaft in der ewigen Stadt. Verlag Petra Kehl, Künzell 2015, ISBN 3-930883-77-5.
- Attentat auf den Glauben. Das Martyrium des Óscar A. Romero. Bernardus-Verlag, Heimbach 2015, ISBN 3-8107-0232-3.
- Krieg und Frieden. Die Päpste und der Islam. Bernardus-Verlag, Heimbach 2016, ISBN 3-8107-0245-5.
- Gott ist barmherzig. Ein Streifzug durch die Feier der Heiligen Jahre der katholischen Kirche. Media Maria, Illertissen 2016, ISBN 3-945401-23-2.
- Der Papst und die Frauen. Bernardus-Verlag, Aachen 2018, ISBN 978-3-8107-0297-5.
- Sitting Bull und der Papst. Kurioses aus päpstlichen Gefilden. Künzell 2019, ISBN 978-3-947890-00-2.
- „Es lebe der Papst-König!“ Der militärische Kampf um den Kirchenstaat (1860–1870). Bernardus-Verlag, Aachen 2019. ISBN 978-3-8107-0315-6.
- Päpste. 100 Seiten. Reclam, Ditzingen 2019. ISBN 978-3-15-020539-6.
- Schattenkrieg im Haus des Herrn. Katholische Kirche und Spionage. Künzell 2021, ISBN 978-3-947890-04-0.
- Himmelsstürmer: Ein Blick in die Geschichte des vatikanischen Fußballs. Künzell 2022, ISBN 978-3-947890-12-5.
- Unter der Flagge des Papstes: Eine kleine Geschichte der Päpstlichen Marine. Künzell 2022, ISBN 978-3-947890-14-9.
- Die Vatican-Kids. Vier Spürnasen im Einsatz. Künzell 2022, ISBN 978-3-947890-13-2.